# Lemong (plaats)
Lemong is een bestuurslaag in het regentschap Lampung Barat van de provincie Lampung, Indonesië. Lemong telt 2212 inwoners (volkstelling 2010).